# Ghiacciaio Frost
Il ghiacciaio Frost (in inglese Frost Glacier) è un ghiacciaio situato sulla costa Banzare, nella parte orientale della Terra di Wilkes, in Antartide. Il ghiacciaio, il cui punto più alto si trova a più di 70 m s.l.m., fluisce verso nord fino a entrare nella parte meridionale della baia Porpoise.

## Storia
Il ghiacciaio Frost è stato mappato per la prima volta nel 1955 da G. D. Blodgett grazie a fotografie aeree scattate durante l'operazione Highjump, 1946-1947, ed è stato in seguito così battezzato dal Comitato consultivo dei nomi antartici in onore di John Frost, nostromo a bordo del Porpoise, un bricco facente parte della Spedizione di Wilkes, 1838-42, ufficialmente conosciuta come "United States Exploring Expedition" e comandata da Charles Wilkes.